# Ардатов (Нижньогородська область)
Ардатов (рос. Ардатов) — селище міського типу у Нижньогородській області Росії, адміністративний центр Ардатовского муніципального району.

## Географія
Селище розташоване на місці впадання річки Сіязьма у річку Леметь, за 30 км на північний захід від залізничної станції Мухтолово, за 50 км на захід від Арзамаса, за 162 км на північний захід від Нижнього Новгорода.

## Історія
Згідно з даних, які було отримано від археологів, перші поселення на території Ардатовського району були в VII—III тисячоліттях до н. е. З II по IX століття район був заселений мордовськими племенами, а також волзькими булгарами, поволзькими фінами і кипчаками. Багатонаціональний склад поселень був пов'язаний з тим, що через територію району проходив Великий шовковий шлях. Крім цього, активно розвивалося тваринництво.
З IX по XII століття з'явилися слов'янські племена. Історично на землі району із заходу претендували руські князі, а зі сходу — ординці.
Назва Ардатов пов'язана з легендою про провідника Ардатка, який провів війська Івана Грозного через ліси і отримав за це мордовське селище, яке назвали Ордатовим присілком (згодом стало палацовим селом).
Місцеві історики припустили дату заснування Ардатова — 1552 рік, коли через землі, на яких стоїть нинішнє селище, пройшло військо Івана Грозного і розгромило Казанське ханство.
Існує й інша версія виникнення назви Ардатов. Відповідно до неї, Ардатов знаходився на кордоні Орди і тому отримав видозмінену назву.
Ордатовий присілок вперше зустрічається в «Арзамаських помісних актах» за 1578 рік.
У 1779 році Ардатов отримав статус міста, у 1925 році втратив його.
У 1802 році побудований собор на честь Знамення Пресвятої Богородиці, трипрестольний.
У 1829 році збудовано церкву на честь Божої Матері «Всіх скорботних Радість».
У 1910 році була побудована школа № 1 (Жіноча гімназія).
З 1959 року селище міського типу.
У 2013 році побудований фізкультурнооздоровчий комплекс «Рубін».
У 2014 році збудовано каплицю на честь Святого мученика Іоана Воїна.

## Населення
| 1959  | 1970  | 1979  | 1989  | 1999    | 2002    | 2008  |
| ----- | ----- | ----- | ----- | ------- | ------- | ----- |
| 6264  | ↗6887 | ↗7917 | ↗9353 | ↗10 300 | ↘10 117 | ↘9872 |
| 2009  | 2010  | 2011  | 2012  | 2013    | 2014    | 2015  |
| ↘9758 | ↘9566 | ↘9542 | ↘9353 | ↘9199   | ↘9018   | ↘8782 |
| 2016  | 2017  |       |       |         |         |       |
| ↗8799 | ↘8777 |       |       |         |         |       |